# Marurkaval, Hunsur
Marurkaval là một làng thuộc tehsil Hunsur, huyện Mysore, bang Karnataka, Ấn Độ.